# 交通大学站 (上海市)
交通大学站（前称上海交通大学站、华山路站），位于中华人民共和国上海市徐汇区淮海西路与华山路交叉口，上海交通大学徐汇校区附近，是上海地铁10号线与11号线的地铁换乘站。10号线和11号线站台分别于2010年4月10日和2013年8月31日启用。其中10号线车站位于淮海西路下，路口西侧，11号线车站位于华山路下，横跨路口。两站通过10号线车站站台层和站厅层东端换乘。

## 历史
2012年8月2日，11号线车站结构建造完成，并于12月20日路面开始恢复。

## 车站结构

### 楼层分布
| 地面层   | 出入口             | 1-7出入口                               |  |  |
| 地下一层 | 站厅               | 票务服务、自动售票机、人工服务台        |  |  |
| 地下二层 | ①站台              | █ 10号线 往虹桥火车站或航中路（虹桥路） |  |  |
|          | 岛式站台，左侧开门 |                                         |  |  |
|          | ②站台              | █ 10号线 往基隆路（上海图书馆）         |  |  |
| 地下三层 | ③站台              | █ 11号线 往嘉定北或花桥（江苏路）       |  |  |
|          | 岛式站台，左侧开门 |                                         |  |  |
|          | ④站台              | █ 11号线 往迪士尼（徐家汇）             |  |  |

### 站厅
交通大学站站厅位于地下一层，处在华山路和淮海路的交叉口。
在11号线站厅靠近2号口附近，设有“钱学森画廊”。画廊由上交钱学森图书馆和上海地铁第一运营有限公司共同组建，展出了体现钱学森的科学精神和爱国情怀的经典语句、图书馆展厅精选图片以及钱老不同时期的经典照片，同时2号口通道以与钱学森图书馆相通的褐色作为主色调，并以钱学森留美期间研究风洞原理时留下的公式手稿为装饰元素。

### 站台
交通大学站设有两座立体交叉的岛式站台。10号线站台位于地下二层，呈东西向布置；11号线站台位于地下三层，呈南北向布置。10号线站台最东端与11号线站台设有一处宽约3.5米的T型楼梯连接，以供乘客快速换乘。在工作日早高峰期间，该换乘楼梯仅提供11号线换10号线单向换乘，10号线换11号线乘客需从站厅绕行。

## 出口
交通大学站共有7个出入口，各出入口如下所示：
| 出口编号            | 出口指示           | 照片 |
| ------------------- | ------------------ | ---- |
| 1 · 出口            | 华山路，淮海中路   |      |
| 2 · 出口            | 华山路，淮海西路   |      |
| 3 · 出口            | 淮海西路，华山路   |      |
| 4 · 出口            | 淮海西路           |      |
| 5 · 出口 · （设有） | 淮海西路，法华镇路 |      |
| 6 · 出口            | 华山路，淮海西路   |      |
| 7 · 出口            | 华山路，淮海中路   |      |
| 图例： 设有         |                    |      |